# Daemul
Daemul (대물?; lett. "Obiettivo"; titolo internazionale Big Thing, conosciuta anche come The President) è una serie televisiva sudcoreana trasmessa su SBS dal 6 ottobre al 23 dicembre 2010, basata sull'omonimo manhwa di Park In-kwon pubblicato tra il 2004 e il 2008.

## Trama
La telegiornalista Seo Hye-rim, licenziata dopo una protesta per l'ingiusta morte del marito, entra in politica e, con l'aiuto di Ha Do-ya, che conosce sin dall'infanzia, diventa il primo presidente donna della Corea del Sud. Tra le pressioni politiche e le minacce di impeachment da parte del suo rivale Kang Tae-san, la donna affronta le crisi e le sfide del suo mandato.

## Personaggi
- Seo Hye-rim, interpretata da Go Hyun-jung
- Ha Do-ya, interpretato da Kwon Sang-woo
- Kang Tae-san, interpretato da Cha In-pyo
- Jang Se-jin, interpretata da Lee Soo-kyung
- Jo Bae-ho, interpretato da Park Geun-hyung
Presidente del partito democratico.
- Baek Sung-min, interpretato da Lee Soon-jae
Ex-presidente della Corea del Sud.
- Kim Myung-hwan, interpretato da Choi Il-hwa
Suocero di Tae-san.
- Gong Sung-jo, interpretato da Lee Jae-yong
Capo di Ho-ya.
- Son Bon-shik, interpretato da Ahn Suk-hwan
- Ha Bong-do, interpretato da Im Hyun-sik
Padre di Ho-ya.
- Yoon Myung-ja, interpretata da Lee Joo-shil
Madre di Hye-rim.
- Park Dong-hwa, interpretato da Kim Jae-bin
Figlio di Hye-rim.
- Kim Ji-soo, interpretata da Seo Ji-young
Moglie di Tae-san e figlia di Myung-hwan.
- Signora Min/Min Kyung-woo, interpretata da Song Ok-sook
Amica della madre di Se-jin.
- Wang Joong-ki, interpretato da Jang Young-nam
Specialista elettorale.
- Capo dello staff, interpretato da Park Ji-il
- Oh Jae-bong, interpretato da Kim Il-woo
Subordinato di Bae-ho.
- Seo Soon-jae, interpretato da Yum Dong-hyun
- Kim Tae-bong, interpretato da Lee Moon-soo
Senatore corrotto.
- Kim Hyun-gab, interpretato da Kim Jin-ho
Subordinato di Tae-bong.
- Kim Chul-gyu, interpretato da Shin Seung-hwan
Figlio di Kim Tae-bong.
- Min Dong-ho, interpretato da Yoon Joo-sang
Presidente del partito avversario.
- Park Myung-young, interpretata da Goo Ji-sung
Segretaria di Do-ya.
- Hwang Jae-man, interpretato da Kim Joon-ho
Assassino.

## Ascolti
Daemul fu il programma televisivo più visto per undici settimane consecutive.
| Episodio | Data di trasmissione | Dati TNMS           | Dati TNMS                  |
| Episodio | Data di trasmissione | A livello nazionale | Area metropolitana di Seul |
| -------- | -------------------- | ------------------- | -------------------------- |
| 01       | 6 ottobre 2010       | 17,4%               | 17,8%                      |
| 02       | 7 ottobre 2010       | 21,2%               | 21,4%                      |
| 03       | 13 ottobre 2010      | 23,0%               | 22,2%                      |
| 04       | 14 ottobre 2010      | 23,4%               | 22,7%                      |
| 05       | 20 ottobre 2010      | 24,7%               | 23,3%                      |
| 06       | 21 ottobre 2010      | 26,0%               | 25,9%                      |
| 07       | 27 ottobre 2010      | 25,0%               | 23,9%                      |
| 08       | 28 ottobre 2010      | 26,0%               | 25,4%                      |
| 09       | 3 novembre 2010      | 24,4%               | 23,3%                      |
| 10       | 4 novembre 2010      | 24,3%               | 24,1%                      |
| 11       | 10 novembre 2010     | 23,9%               | 23,1%                      |
| 12       | 11 novembre 2010     | 24,8%               | 24,2%                      |
| 13       | 17 novembre 2010     | 24,2%               | 22,9%                      |
| 14       | 18 novembre 2010     | 25,1%               | 24,3%                      |
| 15       | 24 novembre 2010     | 23,8%               | 22,9%                      |
| 16       | 25 novembre 2010     | 27,5%               | 27,0%                      |
| 17       | 1 dicembre 2010      | 23,7%               | 22,4%                      |
| 18       | 2 dicembre 2010      | 25,0%               | 24,4%                      |
| 19       | 8 dicembre 2010      | 24,2%               | 23,3%                      |
| 20       | 9 dicembre 2010      | 25,8%               | 25,3%                      |
| 21       | 15 dicembre 2010     | 25,2%               | 24,6%                      |
| 22       | 16 dicembre 2010     | 27,0%               | 26,2%                      |
| 23       | 22 dicembre 2010     | 24,0%               | 23,3%                      |
| 24       | 23 dicembre 2010     | 25,8%               | 25,1%                      |
| Media    | Media                | 24,4%               | 23,7%                      |

## Colonna sonora
1. Daemul I (대물 I)
2. I Love You to Death (죽어도 사랑해) – Gummy
3. Missing You – KCM
4. My World (내 세상) – Psy
5. 왜 나를 울려요 – Lee Hyun
6. 떠나지마 – Lee Sun-hee
7. Daemul II (대물 II)
8. 떠나지마 (Inst.)
9. 왜 나를 울려요 (Inst.)
10. My World (Inst.) (내 세상 (Inst.))
11. Missing You (Inst.)
12. I Love You to Death (Inst.) (죽어도 사랑해 (Inst.))
13. Daemul III (대물 III)
14. Libertango

## Riconoscimenti
| Anno | Premio               | Categoria                                        | Ricevente       | Risultato       |
| ---- | -------------------- | ------------------------------------------------ | --------------- | --------------- |
| 2010 | SBS Drama Awards     | Grand Prize (Daesang)                            | Go Hyun-jung    | Vincitore/trice |
| 2010 | SBS Drama Awards     | Top Excellence Award, Actor in a Drama Special   | Kwon Sang-woo   | Vincitore/trice |
| 2010 | SBS Drama Awards     | Top Excellence Award, Actress in a Drama Special | Go Hyun-jung    | Candidato/a     |
| 2010 | SBS Drama Awards     | Excellence Award, Actor in a Drama Special       | Cha In-pyo      | Candidato/a     |
| 2010 | SBS Drama Awards     | Best Supporting Actor in a Drama Special         | Lee Jae-yong    | Vincitore/trice |
| 2010 | SBS Drama Awards     | Best Supporting Actress in a Drama Special       | Lee Soo-kyung   | Vincitore/trice |
| 2010 | SBS Drama Awards     | Producer's Award                                 | Cha In-pyo      | Vincitore/trice |
| 2010 | SBS Drama Awards     | Top 10 Stars                                     | Go Hyun-jung    | Vincitore/trice |
| 2010 | SBS Drama Awards     | Top 10 Stars                                     | Kwon Sang-woo   | Vincitore/trice |
| 2010 | SBS Drama Awards     | Achievement Award                                | Park Geun-hyung | Vincitore/trice |
| 2011 | Baeksang Arts Awards | Best Actor (TV)                                  | Kwon Sang-woo   | Candidato/a     |
| 2011 | Korea Drama Awards   | Best Actor                                       | Kwon Sang-woo   | Candidato/a     |

## Distribuzioni internazionali
| Paese      | Canale/i     | Prima TV                    | Titolo adottato                                            |
| ---------- | ------------ | --------------------------- | ---------------------------------------------------------- |
| Hong Kong  | TVB Drama    | 12 febbraio-30 aprile 2010  | 大人物                                                     |
| Giappone   | Fuji TV      | 5 settembre-24 ottobre 2011 | レディプレジデント〜大物? (Lady President - Grande colpo?) |
| Filippine  | GMA Network  | 15 agosto-11 novembre 2011  | Big Thing (Grande cosa)                                    |
| Thailandia | Modernine TV | 2011                        |                                                            |
| Taiwan     | ETTV         | 18 agosto-13 ottobre 2012   |                                                            |
| Indonesia  | LBS TV       | agosto 2013                 |                                                            |